# Kościół św. Anny w Babicach
Kościół św. Anny w Babicach – rzymskokatolicki kościół parafialny, znajdujący się w Babicach, przy ul. Wiejskiej, w dekanacie Kuźnia Raciborska, w diecezji gliwickiej.

## Historia
Do 1980 roku Babice należały do parafii św. Jadwigi w Raciborzu-Markowicach.
Plany budowy świątyni w Babicach zaczęły się w latach 20. XX wieku, jednak skończyły się na przygotowaniu dokumentacji.
W latach 30. XX w. planowano przenieść tu drewniany kościół z Gierałtowic koło Kędzierzyna-Koźla, jednak nie zdołano tego zrealizować.
18 listopada 1937 r. podpisano umowę w sprawie budowy nowego kościoła.
Kościół budowano w latach 1937-1939.
30 maja 1939 świątynia została konsekrowana przez biskupa Walentego Wojciecha.
W latach 1939-1940 powstała mozaika, znajdująca się w prezbiterium.
Kościół ucierpiał w czasie II wojny światowej, odbudowano go w latach 1945-1946.
29 września 1980 r. stał się kościołem parafialnym nowo utworzonej parafii Babice.
W latach 1979-1986 ufundowano i zamontowano w kościele witraże.
Kościół został odnowiony w latach 1991-1996, prace objęły m.in: konserwację stacji drogi krzyżowej, nastaw ołtarzy bocznych, mozaiki, polichromii, a także wyremontowano dach.
W 1999 r. odnowiono strop.

## Architektura
Świątynia jest budowlą murowaną, otynkowaną, jednonawową, z prosto zamkniętym prezbiterium oraz czworoboczną wieżą z pięcioma kondygnacjami, która jest nakryta dachem piramidalnym.
Kondygnacja dzwonnicy jest ozdobiona gzymsem.
Nad wejściem głównym znajduje się okrągłe okno.
Wyposażenie świątyni jest nowoczesne.

### Mozaika
W ścianie prezbiterium znajduje się mozaika przedstawiająca św. Annę.
Powstała w latach 1939-1940, jest dziełem firmy Mayer’sche Hofkunstanstalt z Monachium.
W 1992 r. konserwatorki z Krakowa przeprowadziły renowację mozaiki.

### Organy
Organy kościoła w Babicach zostały zbudowane przez Dominika Biernackiego w 1966 r. Instrument posiadał 6 głosów i zastąpił służącą wcześniej w liturgii fisharmonię.
W latach 2011-2012 instrument przeszedł przebudowę, którą zaprojektował i nadzorował prof. Julian Gembalski, a zrealizował zakład organmistrzowski Henryka Hobera z Olesna.
Dyspozycja organów: 
- liczba głosów: 15[6] (6 z starego instrumentu i 9 nowych)[5];
- liczba klawiatur: 2+P;
- traktura elektropneumatyczna;
- wiatrownice stożkowe[6].

Instrument został poświęcony 26 lutego 2012 r. przez bpa Jana Kopca, a koncert inauguracyjny wykonał prof. Gembalski.

## Msze Święte
Niedziele i Święta:
8:00, 10:00
Dni powszednie:
8:00 lub 18:00